# A Wild Weekend in Huntsville Vol. 2
A Wild Weekend in Huntsville Vol. 2 – album koncertowy Elvisa Presleya, składający się z koncertu (Afternoom Show) nagranego o 2:30 pm, 1 czerwca 1975 roku w Huntsville w Alabamie. Elvis ubrany był w Silver Phoenix suit. Wydany został w 2008 roku.

## Lista utworów
1. „Also sprach Zarathustra” – 6 maja 1975 Murfreesboro
2. „See See Rider” – 6 maja 1975 Murfreesboro
3. „I Got a Woman – Amen”
4. „Love Me”
5. „If You Love Me”
6. „Love Me Tender”
7. „All Shook Up”
8. „Teddy Bear – Don’t Be Cruel”
9. „The Wonder of You”
10. „Heartbreak Hotel”
11. „Burning Love”
12. „Introduction”
13. „Johnny B. Goode”
14. „Band Solos”
15. „School Days”
16. „Release Me”
17. „T-R-O-U-B-L-E”
18. „Why Me Lord”
19. „How Great Thou Art”
20. „Let Me Be There”
21. „Funny How Time Slips Away”
22. „Little Darlin'”
23. „Can’t Help Falling in Love” – Closing Vamp – 6 czerwca 1975 Dallas